# Eriocaulon
Eriocaulon es un género  de plantas fanerógamas perteneciente a la familia Eriocaulaceae.  Comprende 904 especies descritas y de estas, solo 477 aceptadas.

## Distribución
El género está ampliamente distribuido, encontrándose la mayoría en las regiones tropicales del sur de Asia y América. Unas pocas especies se encuentran en regiones templadas: 10 especies en EE. UU., la mayoría en el sur de los estados de California a Florida, sólo dos especies en Canadá; China tiene 35 especies, también en el sur. Una sola especie (E. aquaticum) se encuentra en Europa, encontrándose en las costa del Océano Atlántico de Escocia e Irlanda.  

## Descripción
La mayoría son plantas herbáceas perennes, aunque algunas son anuales; están relacionadas con las familias Cyperaceae y Juncaceae, que como ella, tiene pequeñas flores polinizadas por el viento. 
Plantas arrosetadas, escapíferas, simples o fasciculadas, raíces generalmente engrosadas y con divisiones transversales. Hojas dispuestas en un espiral cerrado, triangular-lineares, con ápice ahusado y base abrazadora. Brácteas exteriores del involucro en pocas a numerosas series imbricadas, receptáculo bracteolar 1 por flor; sépalos 2 (3), escariosos, pálidos o coloreados, lisos o con tricomas; pétalos 2 (3), iguales o desiguales, separados de los sépalos por un pedículo y cada uno frecuentemente con una glándula negra en el interior; estambres (3–) 4–6, opuestos a los pétalos; carpelos 2 o 3, ovario sobre un ginóforo, estilo 2 (3)-ramificado, estigmas lineares, no ramificados. Semillas ovoides, elipsoidales o ampliamente fusiformes, variadamente lineares, acostilladas, reticuladas o papilosas.

## Taxonomía
El género fue descrito por Carlos Linneo  y publicado en Linnaea 24: 15, 25. 1851. La especie tipo es: Eriocaulon decangulare

## Especies seleccionadas
| - Eriocaulon acutibracteatum - Eriocaulon alpestre - Eriocaulon angustulum - Eriocaulon aquaticum - Eriocaulon atrum - Eriocaulon australe - Eriocaulon benthamii - Eriocaulon brownianum - Eriocaulon buergerianum - Eriocaulon chinorossicum - Eriocaulon cinereum - Eriocaulon compressum - Eriocaulon decangulare - Eriocaulon decemflorum - Eriocaulon echinulatum - Eriocaulon ermeiense - Eriocaulon exsertum - Eriocaulon faberi - Eriocaulon glabripetalum - Eriocaulon henryanum - Eriocaulon kathmanduense - Eriocaulon koernickianum - Eriocaulon kunmingense - Eriocaulon leianthum - Eriocaulon lineare - Eriocaulon longifolium - Eriocaulon luzulifolium - Eriocaulon mangshanense | - Eriocaulon microcephalum - Eriocaulon minusculum - Eriocaulon miquelianum - Eriocaulon nantoense - Eriocaulon nepalense - Eriocaulon nigrobracteatum - Eriocaulon obclavatum - Eriocaulon oryzetorum - Eriocaulon parkeri - Eriocaulon parvum - Eriocaulon quinquangulare - Eriocaulon ravenelii - Eriocaulon robustius - Eriocaulon rockianum - Eriocaulon schochianum - Eriocaulon sclerophyllum - Eriocaulon setaceum - Eriocaulon sexangulare - Eriocaulon sollyanum - Eriocaulon staintonii - Eriocaulon taishanense - Eriocaulon texense - Eriocaulon tonkinense - Eriocaulon trisectoides - Eriocaulon truncatum - Eriocaulon viride - Eriocaulon xeranthemum - Eriocaulon zollingerianum |